# Wing (Rutland)
Wing is een civil parish in het bestuurlijke gebied Rutland, in het Engelse graafschap Rutland met 314 inwoners.